# Boergesenia forbesii
Espèce
Boergesenia forbesii est une espèce d'algues vertes marines de la famille des Siphonocladaceae. Elle forme des bouquets d'ampoules, longues chacune en général de quelques centimètres. 
Elle est commune dans le bassin indo-pacifique, présente notamment dans les zones calmes d'arrière-récif.

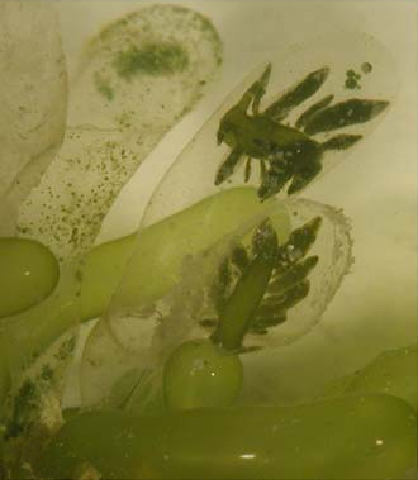
Ampoules de Boergesenia forbesii dans lesquelles se sont introduites des limaces de mer de l'espèce Ercolania kencolesi.

Elle héberge parfois un de ses prédateurs, la petite limace de mer de l'ordre des Sacoglossa, Ercolania kencolesi.